# Engina alveolata
Engina alveolata is een slakkensoort uit de familie van de Buccinidae. De wetenschappelijke naam van de soort is voor het eerst geldig gepubliceerd in 1836 door Kiener.

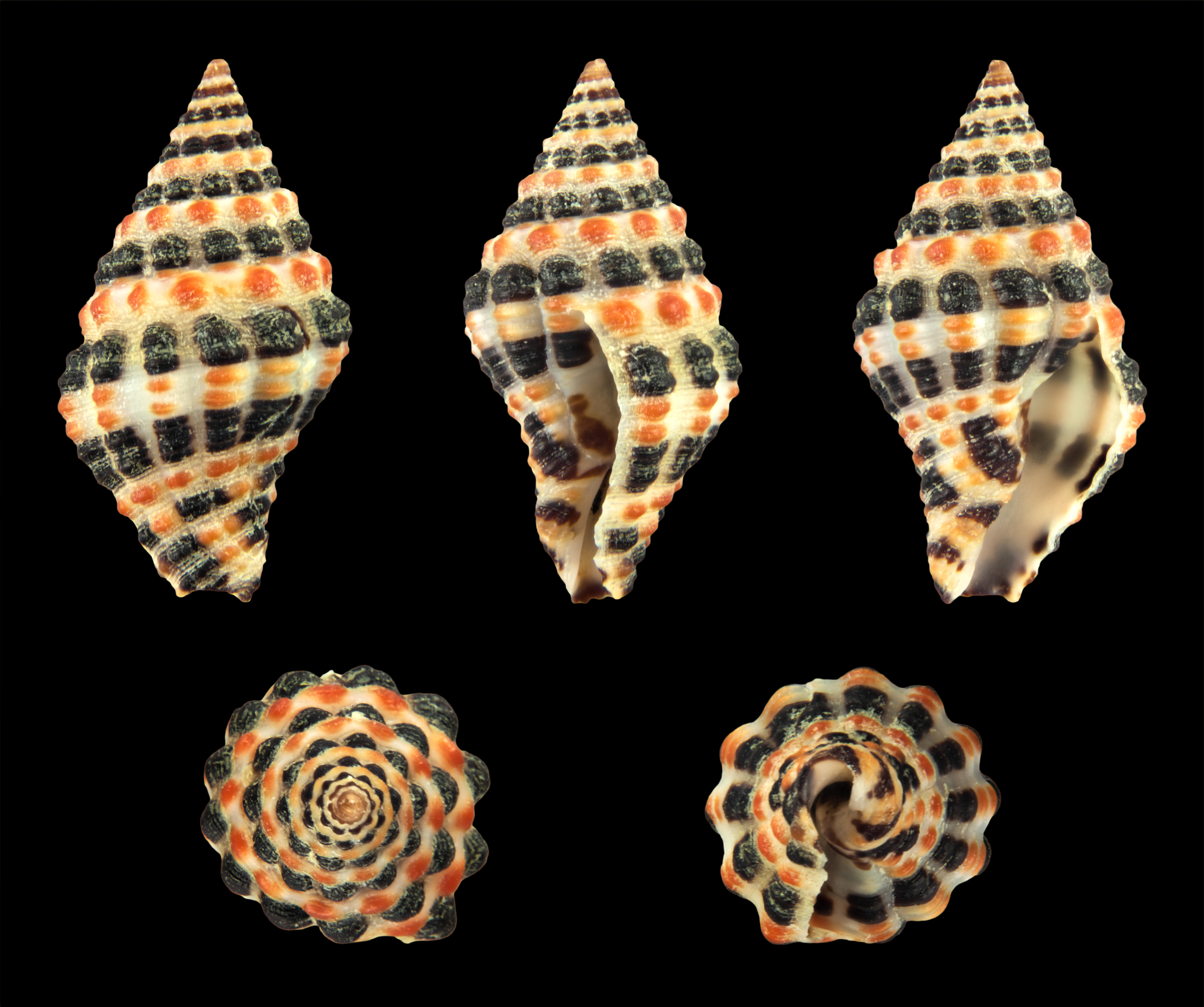
Jong